# Kunstlyzeum „Jordan Misja“

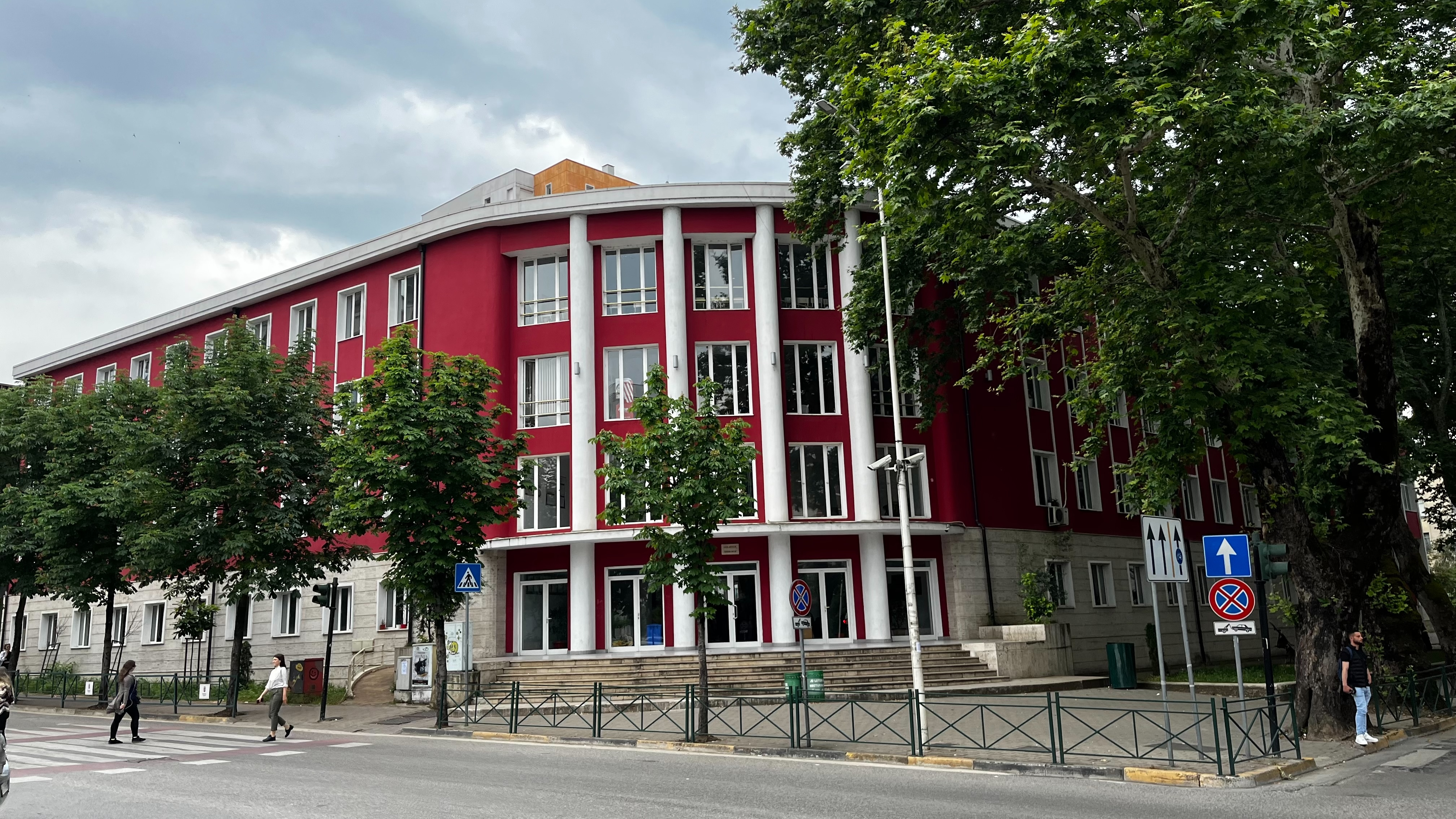
Haupteingang an der Rruga Elbasanit (2023)

Das Kunstlyzeum „Jordan Misja“ (albanisch Liceu Artistik Jordan Misja) ist eine Kunstschule in Tirana, Albanien, für Kinder und Jugendliche im Alter von sechs bis 18 Jahren. Die Schule bietet Unterricht in Musik, Ballett, Schauspiel, Malerei und Bildhauerei. Seit der Gründung im Jahr 1946 besuchten die meisten professionellen Künstler des Landes diese Schule.
Sie liegt in der Innenstadt an der Rruga e Elbasanit.

## Geschichte
Die Kunstschule wurde 1946 gegründet und nach Jordan Misja (auch serbisch Јордан Мишовић Jordan Mišović; 1911–1942) benannt. Der Maler aus der serbisch-montenegrinischen Minderheit, der sich 1940 an der Accademia di Belle Arti di Firenze eingeschrieben hatte, war während des Zweiten Weltkriegs im kommunistischen Widerstand aktiv. Zusammen mit den Mitstreitern Branko Kadia und Perlat Rexhepi von der kommunistischen Partei wurde er 1942 in seinem Haus in Shkodra von der Polizei umzingelt. Beim Ausbruch aus dem Anwesen wurden sie erschossen. Die drei wurden nachträglich zu Volkshelden erklärt.
Für Jahrzehnte war die Kunstschule die einzige künstlerische Hochschule in Albanien. Sie bestand aus fünf Abteilungen: Theorie, 1973 wurden im Rahmen einer nationalen Kampagne gegen liberale Bewegungen insbesondere in der Kunst – eine Art albanische Kulturrevolution – von Enver Hoxha auch die Zustände im Kunstlyzeum Jordan Misja kritisiert.
In den Jahren 1990 und 1991 fanden Studentenproteste, die letztendlich zum Sturz des Regimes führten, vor dem Schulgebäude statt, das zwischen der Studentenstadt und dem Stadtzentrum liegt. Am 9. Dezember 1990 wurden die Protestierenden beim Kunstlyzeum gestoppt und zurückgedrängt, am 15. Februar 1991 gelangten sie über die Schule hinaus und bewegten sich in Richtung Blloku.

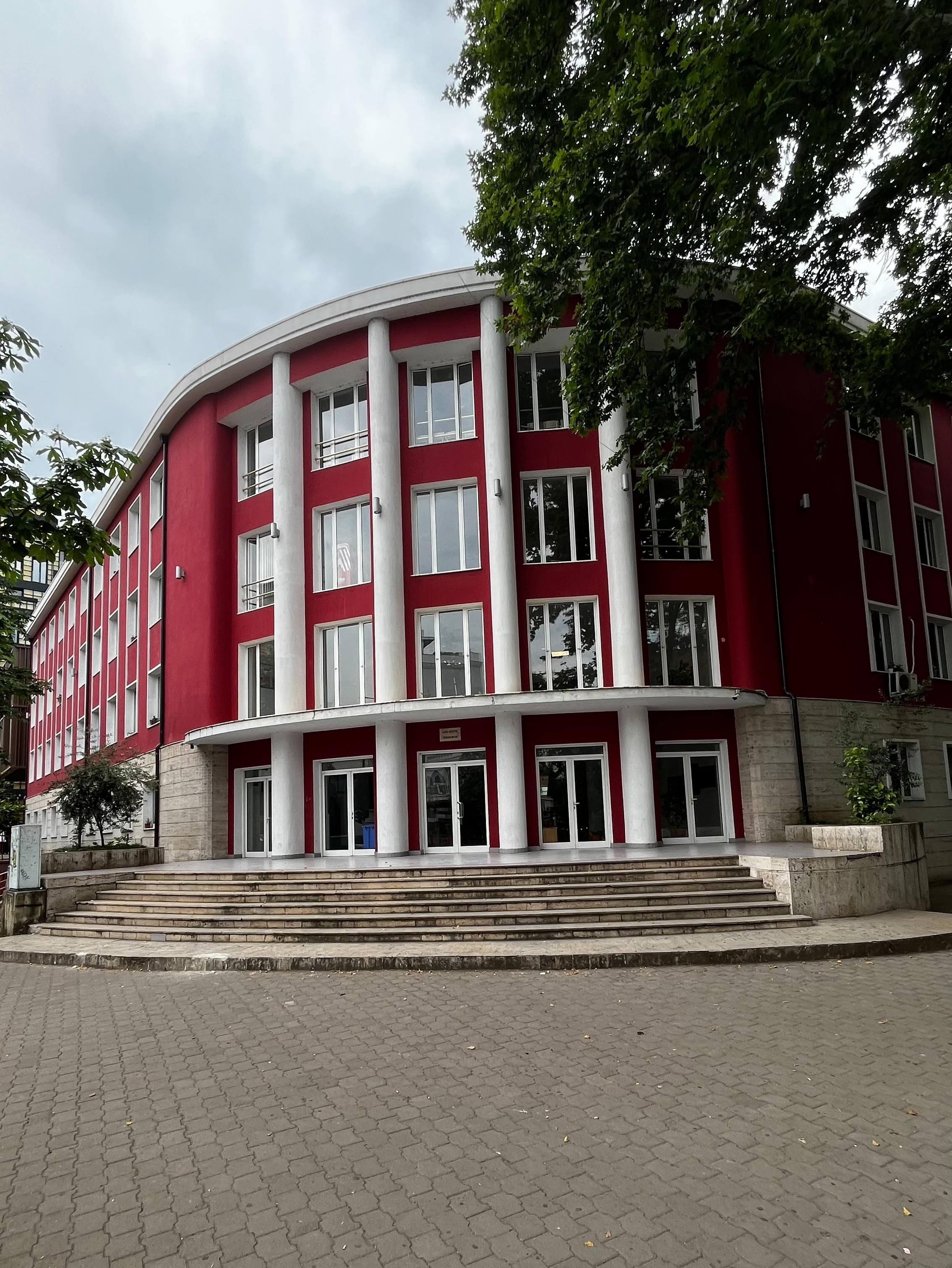
Die renovierte Schule im Jahr 2023

2014 war das Schulgebäude in einem schlechten baulichen Zustand, Internatsgebäude und Museum existierten nicht mehr. 2016 wurde die Schule nach einer grundlegenden Renovation wiedereröffnet. 2019 wurde der nach Tonin Harapi benannte, restaurierte Konzertsaal der Schule eingeweiht.

## Lehrer und ehemalige Schüler
An der Schule hatten unter anderem die folgenden Personen unterrichtet: die Bildhauer Odhise Paskali, Janaq Paço, Kristina Hoshi (erste weibliche albanische Bildhauerin), Zef Shoshi und Andrea Mano, die Maler Foto Stamo, Abdurrahim Buza, Kel Kodheli, Sadik Kaceli, Llambi Blido, Nexhmedin Zajmi und Guri Madhi; die Schauspieler Mihal Popi, Zina Andri-Pano, Naim Frashëri und Kadri Roshi; die Komponisten Çesk Zadeja, Tish Daija, Avni Mula, Kozma Laro, Feim Ibrahim, Simon Gjoni und Edmond Zhulali; die Dirigenten Mustafa Krantja und Rifat Teqja; die Cellistin Ludmilla Ymeri, der Violinist Ludovik Naraçi; die Sänger Marie Kraja, Nina Mula, Gjoni Thanasi, Jorgjie Truja und Shpresa Nishani; der Musiktheoretiker Ramadan Sokoli sowie die Choreografen Panajot Kanaçi, Xhemil Simitçiu, Ganimete Vendresha, Zoica Haxho, Agron Aliaj und Petrit Vorpsi. Erster Schulleiter war der Komponist Konstandin Trako.
Die meisten professionellen Künstler Albaniens der zweiten Hälfte des 20. Jahrhunderts besuchten das Kunstlyzeum Jordan Misja. Nach einer Ausbildung an der Akademia e Arteve arbeiteten sie dann meist für die führenden Kulturinstitutionen des Landes. Zu den bekanntesten Schulabgängern zählen:
- Maler und Bildhauer: Vilson Kilica, Kristaq Rama, Shaban Hadëri, Hektor Dule, Thoma Thomai, Sotir Capo, Hasan Nallbani, Pandi Mele, Mumtaz Dhrami, Ksenofon Dilo, Sali Shijaku, Fuat Dushku, Danish Jukniu, Thanas Papa, Naxhi Bakalli, Zef Shoshi, Serxho und Ministerpräsident Edi Rama[1]
- Theater- und Filmschauspieler: Kristaq Dhamo, Tinka Kurti (ohne Abschluss), Ismail Hoxha, Hysen Hakani, Tomi Mato, Kujtim Spahivogli und Mihallaq Luarasi
- Komponisten: Thoma Gaqi und Nikolla Zoraqi
- Dirigenten: Milto Vako, Suzana Turku und Ermir Krantja
- Sänger: Vaçe Zela,[10] Sopranisten Inva Mula und Ermonela Jaho sowie die Tenore Saimir Pirgu, Gaqo Çako und Kristaq Paspali
- Pianisten: Margarita Kristidhi
- Violinisten: Rajmonda Koço, Bujar Sykja, Gjovalin Lazri, Nasho Paspali, Tedi Papavrami und Rudina Banja
- Musikwissenschaftler: Hamide Stringa und Zana Shuteriqi
- Ballerinas: Ajshe Vaso, Nermin Strazimiri und Keti Trajani
- Fernsehmoderator Ardit Gjebrea